# اینشتین کوچولو
اینشتین کوچولو (به انگلیسی: Baby Einstein) رشته‌ای از محصولات چند رسانه ای و اسباب بازی‌ها است که فعالیت‌های تعاملی را برای کودکان ۳ ماهه تا ۳ ساله اختصاصی کرده‌است. موضوعاتی مانند موسیقی کلاسیک، هنر و شعر به‌صورت بارز مورد بررسی قرار گرفته‌اند. این محصولات در حال حاضر توسط بخشی از شرکت والت دیزنی ساخته می‌شوند، و تحت شعار «از کجا کشف شروع می‌شود» به بازار عرضه شده‌اند. شرکت انیشتین کوچولو برای استفاده از نام آلبرت انیشتین فیزیکدان مشهور، مقدار زیادی پول به شرکت کوربیس پرداخته‌است، گرچه این محصولات عملاً کاری با اینشتین یا کارهایش ندارند. (با این حال، والت دیزنی از این موضوع رفع مسئولیت کرده‌است که انیشتین علامت تجاری دانشگاه عبری اورشلیم است)
محصولات اینشتین کوچولو بعد از آنکه ژولی ایجنر کلارک بچه‌اش را به دنیا آورد توسط او ایجاد شده‌است. ایجنر کلارک معلم سابقی است که احساس کرد هیچ منبع متناسب با سن کودک برای معرفی هنر، موزیک و طبیعت به کودک خردسالش وجود ندارد؛ بنابراین انگیزه پیدا کرد که اولین ویدئو انیشتین کوچولو را با نام «پرورشگاه زبان انیشتین کوچولو» در سال ۱۹۹۷ بسازد. امروزه، انیشتین کوچولو در مالکیت کامل شرکت والت دیزنی است.
به علاوه، والدین با رشته کاملی از کتاب‌ها، فلش کارت‌ها، ویدئوها، DVDها، CDها، نوارها و موارد دیگر می‌توانند میان پوشاک اینشتین کوچولو و دیگر لوازم انتخاب کنند. محصولات انیشتین کوچولو قول نمی‌دهد که کودک را باهوشتر کند. با این حال، آنها به کنجکاوی نوزاد کمک می‌کنند و آن را تقویت می‌کنند. محصولات انیشتین کوچولو قصد دارند تا بتدریج حواس دیداری، شنیداری و لامسه کودکان را برانگیزند و به آنها دنیای غنی موزیک، هنر، زبان و طبیعت را معرفی کنند. CDها و DVDهای انیشتین کوچولو نمونه‌های عالی هستند. کارهای مشهور نوازندگانی مانند موتزارت و باخ ارائه شده‌اند، ولی این کارها در تنظیم «معمول» برای ارکسترهای بزرگ ارائه نشده‌اند.
اینشتین کوچولو موتزارت و باخ را با ادوات موسیقی دوباره به‌صورت ارکستر درآورده اند که برای گوش‌های حساس کودک خردسال جذاب‌ترین و آرامش بخش‌ترین حالت را دارد. کودکان واکنش بسیار مثبتی به محصولات اینشتین کوچولو نشان می‌دهند. موفقیت این محصولات آنقدر زیاد بوده‌است که مشتریان باید منتظر رشته محصولات اینشتین کوچک باشند، این محصولات برای برآورده کردن نیازهای در حال رشد کودکان ۳ تا ۵ ساله طراحی شده‌اند.